# Destruction (groupe)
Pour les articles homonymes, voir Destruction.
Destruction est un groupe allemand de thrash metal, originaire de Lörrach. Formé en 1982, il s'agit de l'un des quatre grands noms du thrash allemand, avec Kreator, Tankard et Sodom. Il est généralement considéré comme le premier groupe de thrash allemand et il eut une grande influence sur le thrash.

## Biographie
Le groupe à l'origine s'appelle Knight of Demon, mais ils changent leur nom au bout de quelques semaines. À l'origine, ils jouent dans un style proche de Iron Maiden et Black Sabbath, mais en l'espace de quelques semaines, ils évoluent vers une esthétique plus largement influencé par Venom. Destruction enregistre une démo en 1984 intitulée Bestial invasion of Hell. En 1990, Schmier est renvoyé du groupe et ils demandent à Flemming Ronsdorf (Artillery) de les rejoindre comme nouveau chanteur. Mais celui-ci refuse car, d'après lui, la maison de disques ne veut pas le payer avant la prochaine tournée.
En 1999, le groupe se reforme avec le retour de Schmier et un nouveau batteur, Marc Reign. Une tournée avec Overkill est programmée pour mars 2011. Le treizième album du groupe, Spiritual Genocide, est commercialisé le 23 novembre 2012.
Le batteur Marc Reign quitte le groupe en 2010, et est remplacé par le batteur polonais Wawrzyniec « Vaaver » Dramowicz. Le 18 février 2011, le douzième album Day of Reckoning sort,.
L'album Under Attack sort le 13 mai 2016. Le 23 janvier 2018, Vaaver quitte Destruction « pour des raisons familiales », selon Schmier. Il prend un congé en 2015 pour être avec sa famille à la suite de la naissance de son deuxième enfant. Randy Black le remplace temporairement jusqu'à ce que le groupe trouve un « digne successeur »,. Il est ensuite annoncé comme le nouveau batteur du groupe. Le 28 février 2019, le guitariste suisse Damir Eskic rejoint le groupe. Cette nouvelle formation enregistre le quinzième album studio Born to Perish, qui sort le 9 août 2019,, ancré dans leur style traditionnel de thrash metal et reçoit de bonnes critiques, et le cinquième album live Born to Thrash sort le 8 mai 2020,.
Le 16 décembre 2021 paraît le clip vidéo du titre Diabolical, extrait éponyme du nouvel album du groupe dont la sortie est prévue pour le 8 avril 2022 chez Napalm Records. Le 31 juillet 2023, Destruction (ainsi que Kreator, Sodom et Tankard) sont annoncés comme têtes d'affiche du festival Klash of the Ruhrpott, prévu le 20 juillet 2024 à l'Amphitheater Gelsenkirchen à Gelsenkirchen, en Allemagne, ce qui fait que c'est la première fois que tous les groupes du « Big Teutonic Four » se produisent ensemble.

## Membres

### Membres actuels
- Damir Eskic – guitare (depuis 2019)
- Martin Furia – guitare (depuis 2021)
- Schmier – chant, basse (1982–1989, depuis 1999)
- Randy Black – batterie (depuis 2018)[16]

### Anciens membres
- Tommy Sandmann – batterie (1982–1987)
- Harry Wilkens – guitare (1987–1990)
- André Grieder – chant (1990)
- Oliver « Olly » Kaiser – batterie (1987–1999)
- Thomas Rosenmerkel – chant (1993–1999)
- Michael « Ano » Piranio – guitare (1993–1999)
- Christian Engler – basse (1993–1999)
- Sven Vormann – batterie (1999–2001)[17]
- Marc Reign – batterie, chœurs (2001[18]–2010)[19]

## Discographie

### Albums studio
- 1985 : Infernal Overkill
- 1986 : Eternal Devastation
- 1988 : Release from Agony
- 1990 : Cracked Brain
- 1998 : The Least Successful Human Cannonball
- 2000 : All Hell Breaks Loose
- 2001 : The Antichrist
- 2003 : Metal Discharge
- 2005 : Inventor of Evil
- 2008 : D.E.V.O.L.U.T.I.O.N.
- 2011 : Day of Reckoning
- 2012 : Spiritual Genocide
- 2016 : Under Attack
- 2019 : Born to Perish
- 2022 : Diabolical
- 2025 : Birth of Malice

### EP
- 1984 : Sentence of Death
- 1987 : Mad Butcher
- 1994 : Destruction
- 1995 : Them Not Me

### Albums live
- 1988 : Live without Sense
- 2003 : Alive Devastation
- 2009 : The Curse of the Antichrist-Live in Agony

### DVD
- 2004 : Live Discharge
- 2010 : A Savage Symphony-The History of Annihilation

### Compilations
- 2007 : Thrash Anthems (compilation de titres ré-enregistrés, avec la participation de Peter 'Biff' Byford du groupe Saxon)
- 2017 : Thrash Anthems II (compilation de titres ré-enregistrés)